# Обрежа (Караш-Северін)
Обрежа (рум. Obreja) — село у повіті Караш-Северін в Румунії. Адміністративний центр комуни Обрежа.
Село розташоване на відстані 324 км на захід від Бухареста, 34 км на північний схід від Решиці, 85 км на схід від Тімішоари.

## Населення
За даними перепису населення 2002 року у селі проживали 1770 осіб.
Національний склад населення села:
| Національність | Кількість осіб | Відсоток |
| -------------- | -------------- | -------- |
| румуни         | 1722           | 97,3%    |
| цигани         | 25             | 1,4%     |
| угорці         | 14             | 0,8%     |
| німці          | 5              | 0,3%     |

Рідною мовою назвали:
| Мова      | Кількість осіб | Відсоток |
| --------- | -------------- | -------- |
| румунська | 1738           | 98,2%    |
| угорська  | 14             | 0,8%     |
| циганська | 9              | 0,5%     |